# Labrinth
Labrinth, pseudonimo di Timothy Lee McKenzie (Londra, 4 gennaio 1989), è un cantautore e produttore discografico britannico.

## Biografia
Nato nel borgo londinese di Hackney, si è avviato inizialmente nella carriera di produttore discografico, ma poi, grazie a Simon Cowell, ha firmato un contratto da artista per l'etichetta Syco.

## Carriera

### 2010-2011: Gli esordi
Nel marzo 2010 ha fatto il suo ingresso nella Official Singles Chart col brano Pass Out, realizzato in collaborazione col rapper Tinie Tempah. Ha collaborato in diverse occasioni con Tinie Tempah, soprattutto in due hit (Frisky e appunto Pass Out) presenti nell'album Disc-Overy (2010). In particolare Pass Out ha ottenuto un successo davvero notevole, vendendo oltre 600 000 copie in UK e ricevendo il premio di Best British Single ai Brit Awards 2011.
Il successo ottenuto come produttore gli permette di firmare un contratto come interprete per la Syco di Simon Cowell nel 2010. Il primo singolo da solista di Labrinth è uscito nel settembre 2010 ed è Let the Sun Shine: in tale annata l'artista ha comunque continuato a scrivere per colleghi come Professor Green e Dizzee Rascal. Nel 2011 ha fondato la vanity label Odd Child Recordings.
Sempre nel 2011, Labrinth prende parte a Teardrop, colonna sonora di una campagna di Children In Need atta a commemorare l'attentato dell'11 settembre 2001.  Sempre nel 2011 viene pubblicato il singolo Eartquake con Tinie Tempah, che ottiene un grande successo in UK.

### 2012-2016:Electronic Earthe il successo commerciale e gli LSD
L'album d'esordio è uscito nel marzo 2012 ed è intitolato Electronic Earth. L'album ha raggiunto il secondo posto nella Official Albums Chart. La promozione dell'album va avanti fra singoli, concerti e performance televisive: nel 2012, il sesto singolo Beneath Your Beautiful, che contiene il featuring di Emeli Sandé, ha raggiunto la numero 1 nella classifica britannica.
Nel settembre 2014 pubblica il singolo Let It Be, primo estratto dal suo secondo album. In questo periodo l'artista lavora con Ed Sheeran per il suddetto progetto, e collabora con The Weeknd, Tinie Tempah e Mike Posner per i loro album, tuttavia i risultati commerciali inferiori alle aspettative di Let It Be causano la mancata uscita dell'album. Nel 2016, Labrinth firma un contratto con la RCA Records e collabora con Noah Cyrus nel suo singolo di debutto (Make Me) Cry.
Nel 2017 collabora con Sia nel brano To Be Human tratto dalla colonna sonora del film Wonder Woman. Nel 2018 Labrinth, Sia e Diplo formano il supergruppo LSD (acronimo per Labrinth, Sia, Diplo) pubblicando i brani Genius e Thunderclouds, ottenendo successo nelle classifiche internazionali. I due brani vengono inseriti nell'album  Labrinth, Sia & Diplo Present... LSD. Il remix del brano Audio (CID Remix Official Dance Remix) presente nell'album ha ottenuto una candidatura ai Grammy Awards del 2020 nella categoria miglior composizione remixata, non classica.

### 2019-presente:Euphoriae gli albumImagination & The Misfit KideEnds & Begins
Nel 2019 viene scritturato per comporre la colonna sonora della serie televisiva Euphoria, in qualità di produttore ed interprete della maggior parte dei brani. Il brano tratto dalla colonna sonora All for Us, in collaborazione con Zendaya, viene riconosciuto con il Primetime Emmy Awards per le migliori musiche e testi originali. La colonna sonora viene riconosciuta con un Ivor Novello Award alla migliore colonna sonora per una serie televisiva. Nel luglio 2019 viene pubblicato Spirit, brano inciso e prodotto da Beyoncé per la colonna sonora  del  remake de Il Re Leone della Walt Disney Animation Studios, in cui Labrinth figura come produttore e autore. Il brano ha ricevuto diverse candidature, tra cui ai Grammy Award, Golden Globe e Critics' Choice Awards. Il 22 novembre 2019 pubblica il secondo album in studio Imagination & the Misfit Kid.
A partire dall'agosto 2020 uno dei brani presenti nella colonna sonora di Euphoria, Still Don't Know My Name. Il 9 ottobre 2020 pubblica il singolo No Ordinary. Nel 2021 cura la colonna sonora del film Malcolm & Marie diretto da Sam Levinson. Nel 2022 torna a curare la colonna sonora per la seconda stagione di Euphoria, grazie a cui ottiene due candidature ai Primetime Emmy Awards. Il terzo album in studio da solista di Labrinth, intitolato Ends & Begins, era originariamente previsto per l'ottobre 2022, ma è stato pubblicato il 28 aprile 2023 dalla Columbia Records.

## Discografia

### Album in studio
- 2012 – Electronic Earth
- 2019 – LSD (come membro degli LSD)
- 2019 – Imagination & the Misfit Kid
- 2023 – Ends & Begins

### Colonne sonore
- 2019 – Euphoria (Original Score from the HBO Series)
- 2022 - Euphoria Season 2 Official Score (From the HBO Original Series)

### EP
- 2012 – iTunes Festival: London 2012
- 2013 – Atomic
- 2022 – Iridium

### Singoli

#### Come artista principale
- 2010 – Let the Sun Shine
- 2011 – Earthquake (feat. Tinie Tempah)
- 2012 – Last Time
- 2012 – Express Yourself
- 2012 – Treatment
- 2012 – Beneath Your Beautiful (feat. Emeli Sandé)
- 2014 – Let It Be
- 2014 – Jealous
- 2017 – Misbehaving
- 2018 – Same Team (feat. Stefflon Don)
- 2019 – Don't Fence Me In
- 2019 – Miracle
- 2019 – Mount Everest
- 2019 – All for Us (con Zendaya)
- 2019 – Something's Got to Give
- 2019 – Still Don't Know My Name
- 2019 – Where the Wild Things
- 2019 – Like a Movie
- 2019 – Oblivion (feat. Sia)
- 2020 – No Ordinary
- 2020 – Ave Maria
- 2022 – I'm tired (con Zendaya)
- 2022 – Kill For You Love
- 2023 – Never Felt So Alone (con Billie Eilish) (non accreditata)
- 2025 – S.W.M.F.

#### Come artista ospite
- 2010 – Frisky (Tinie Tempah feat. Labrinth)
- 2011 – Let It Go (Devlin feat. Labrinth)
- 2012 – Playing With Fire (Plan B feat. Labrinth)
- 2013 – Lover Not a Fighter (Tinie Tempah feat. Labrinth)
- 2015 – Higer (Sigma feat. Labrinth)
- 2016 – Make Me (Cry) (Noah Cyrus feat. Labrinth)
- 2017 – To Be Human (Sia feat. Labrinth)
- 2024 – Incredible (Sia feat. Labrinth)

### Remix
- 2010 – Gorillaz feat. Bobby Womack, Mos Def e Tinie Tempah – Stylo (Labrinth SNES Remix)
- 2010 – Jessie J – Do It like a Dude
- 2011 – Loick Essien – Love Drunk
- 2012 – Birdy Nam Nam – Written in the Sand
- 2013 – Conor Maynard – R U Crazy

## Filmografia

### Compositore
- Euphoria, serie TV (2019–in corso)
- Malcolm & Marie, regia di Sam Levinson (2021)

## Premi e riconoscimenti
BBC Radio 1 Teen Awards
- 2012 – Candidatura al Miglior singolo britannico per Earthquake (feat. Tinie Tempah)
- 2012 – Candidatura al Miglior album britannico per Electronic Earth
- 2012 – Candidatura al miglior artista britannico

Brit Awards
- 2011 – Canzone dell'anno per Pass Out (con Tinie Tempah)
- 2013 – Candidatura alla Canzone dell'anno per Beneath Your Beautiful (feat. Emeli Sandé)

Clio Awards
- 2019 – Terzo posto alla Miglior campagna per un album per LSD: The Experience, The Game, The Album
- 2019 – Miglior gioco/contest per LSD: The Game

Critics' Choice Awards
- 2019 – Candidatura alla Miglior canzone per Spirit (con Beyoncé)

Golden Globe
- 2019 – Candidatura alla Miglior canzone originale per Spirit (con Beyoncé)

Grammy Awards
- 2016 – Candidatura all'Album dell'anno per Beauty Behind the Madness (con The Weeknd)
- 2019 – Candidatura alla miglior canzone remixata (Best Remixed Recording, Non-Classical) per Audio (con LSD)
- 2019 – Candidatura alla miglior canzone scritta per un film per Spirit (con Beyoncé)

Primetime Emmy Awards
- 2020 – Candidatura alla Miglior composizione musicale per una serie tv per 03 Bonnie and Clyde
- 2020 – Candidatura al Miglior testo e musica originale per All for Us